# 红船向未来
《红船向未来》，周羽强词，张红旗曲，创作于2006年4月，由吕薇首唱的一首主旋律歌曲。歌曲中的“红船”是以嘉兴南湖的红船（中国共产党1921年8月2日完成一大的地方）比喻中国共产党。

## 创作背景
该曲是2006年4月为迎接中国共产党建党85周年而创作的。

## 相关
- 2009年，该曲入选中宣部向全国推荐的百首爱国主义歌曲